# Jan Wiechno
Jan Wiechno (ur. 12 listopada 1911 w Bąkowie Dolnym, zm. 1991) – polski działacz partyjny i państwowy, w latach 1950–1951 I sekretarz Komitetu Wojewódzkiego Polskiej Zjednoczonej Partii Robotniczej w Lublinie.

## Życiorys
Syn Stanisława i Franciszki. We wrześniu 1939 uczestniczył w obronie Warszawy jako żołnierz Ochotniczych Batalionów Obrony. Od 1945 członek Polskiej Partii Robotniczej, następnie od 1948 Polskiej Zjednoczonej Partii Robotniczej. W 1945 kierownik Referatu Przemysłu w starostwie powiatu łowickiego. Był sekretarzem Komitetu Miejskiego PPR w Łowiczu, kierownikiem Wydziału Rolnego i sekretarzem Komitetu Wojewódzkiego PPR w Łodzi oraz instruktorem Wydziału Organizacyjnego Komitetu Centralnego PPR. Następnie od grudnia 1948 instruktor i starszy instruktor w tożsamym wydziale Komitetu Centralnego PZPR. Od stycznia do maja 1950 drugi sekretarz Komitetu Wojewódzkiego PZPR w Krakowie, a od maja 1950 do kwietnia 1951 pierwszy sekretarz KW w Lublinie. Później do 1957 zajmował stanowisko instruktora Wydziału Rolnego KC PZPR. Od 1958 do 1972 był dyrektorem Departamentu Kadr i Szkolenia w Ministerstwie Leśnictwa i Przemysłu Drzewnego. Wieloletni członek władz Ligi Ochrony Przyrody (1972–1978) i Polskiego Związku Wędkarskiego (1977–1981). 